# 朗伯德街
朗伯德街（Lombard Street）是伦敦市的一条著名街道，自中世纪以来即为银行和保险业中心，在19世纪、20世纪前半叶一度是英帝国乃至全世界最具影响力的银行、保险公司及商号总部聚集的地方，常与后来的纽约华尔街相比较。
朗伯德街为西北东南走向，始于九条街汇聚的银行交叉口，即英格兰银行所在地；止于恩典堂街（Gracechurch Street），接芬丘奇街。全长1⁄4 km (1⁄6 mi)。 

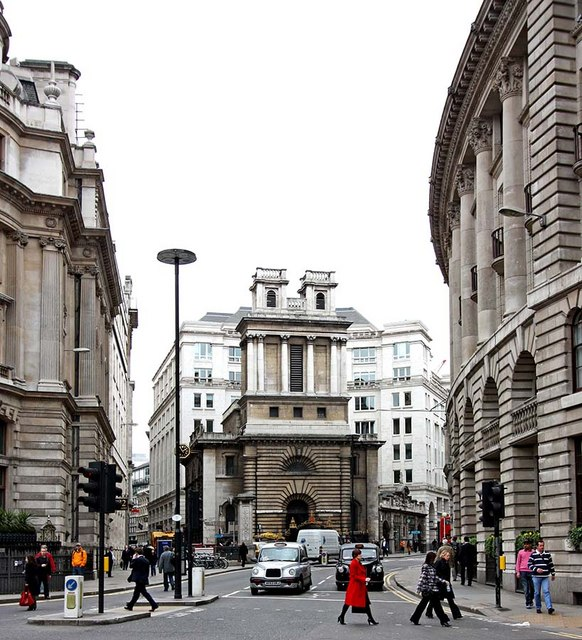
伍尔诺斯圣马利亚堂

朗伯德街两旁的建筑上悬挂了不少样式各异的中世纪式样的店招，例如著名的格雷沙姆家的蟋蟀、拉大提琴的猫等，其中有保存下来的古招牌，也有近代复制的古式招牌。这些华丽的招牌是过去朗伯德街作为全球金融及贸易中心的时代遗存，虽然原来在此的大银行、商号大多已搬走，但一部分店招仍被保留下来，成为这条小街辉煌历史的见证。
这条街上有两座教堂。在朗伯德街的西段与威廉王街交叉口，是伍尔诺斯圣马利亚堂。圣埃德蒙堂位于北侧，靠近恩典堂街。1666年毁于伦敦大火后，由克里斯多佛·雷恩重建。
在朗伯德街的东端两侧，有许多现代大楼，与大部分路段的古老建筑风格形成对照。前巴克莱银行总部大楼建于1990-92年，占据朗伯德街和恩典堂街北侧，是朗伯德街最大最高建筑，高 87（285英尺）。
朗伯德街的门牌号码，南侧从1号到40号，从银行到恩典堂街；北侧从41号到82号，从恩典堂街到银行。
朗伯德街最近的地铁站为银行站，在朗伯德街有一出口。坎农街站和芬乔奇街车站两个火车站都在附近。

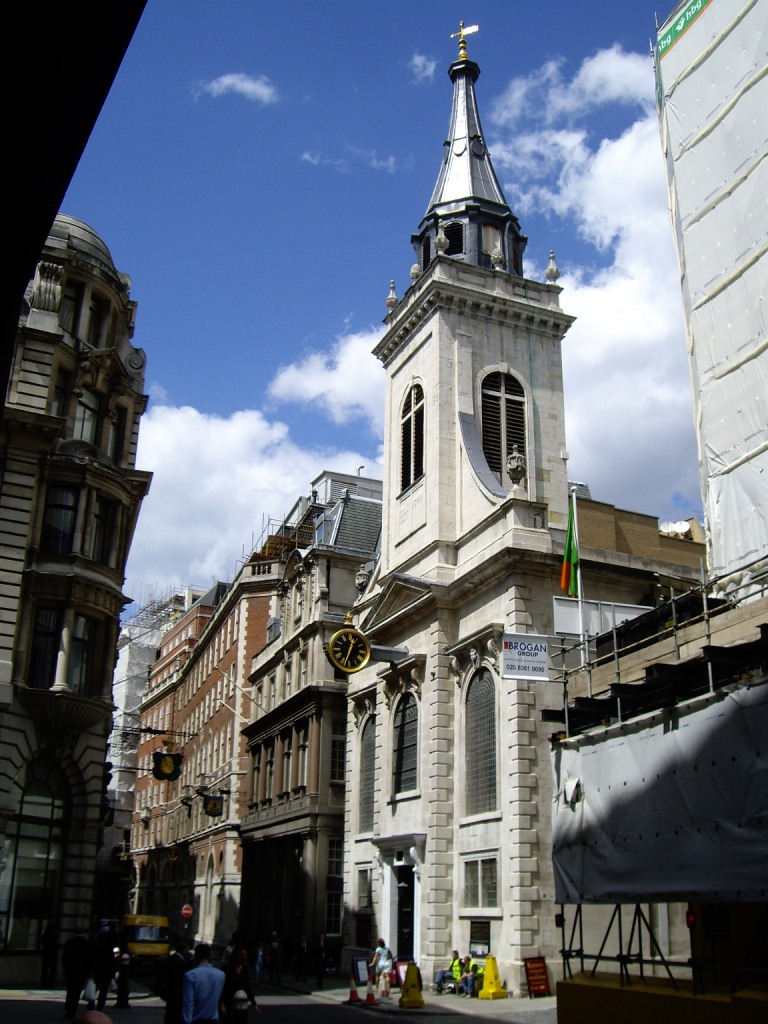
圣埃德蒙堂

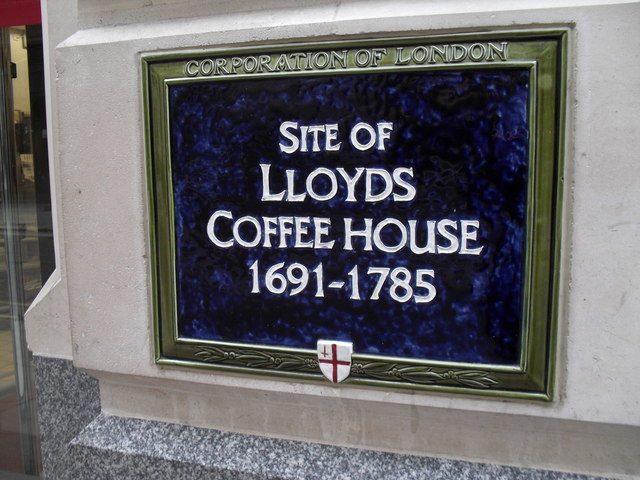
蓝牌显示 Lloyd's 咖啡馆的位置，伦敦保险市场的发源地

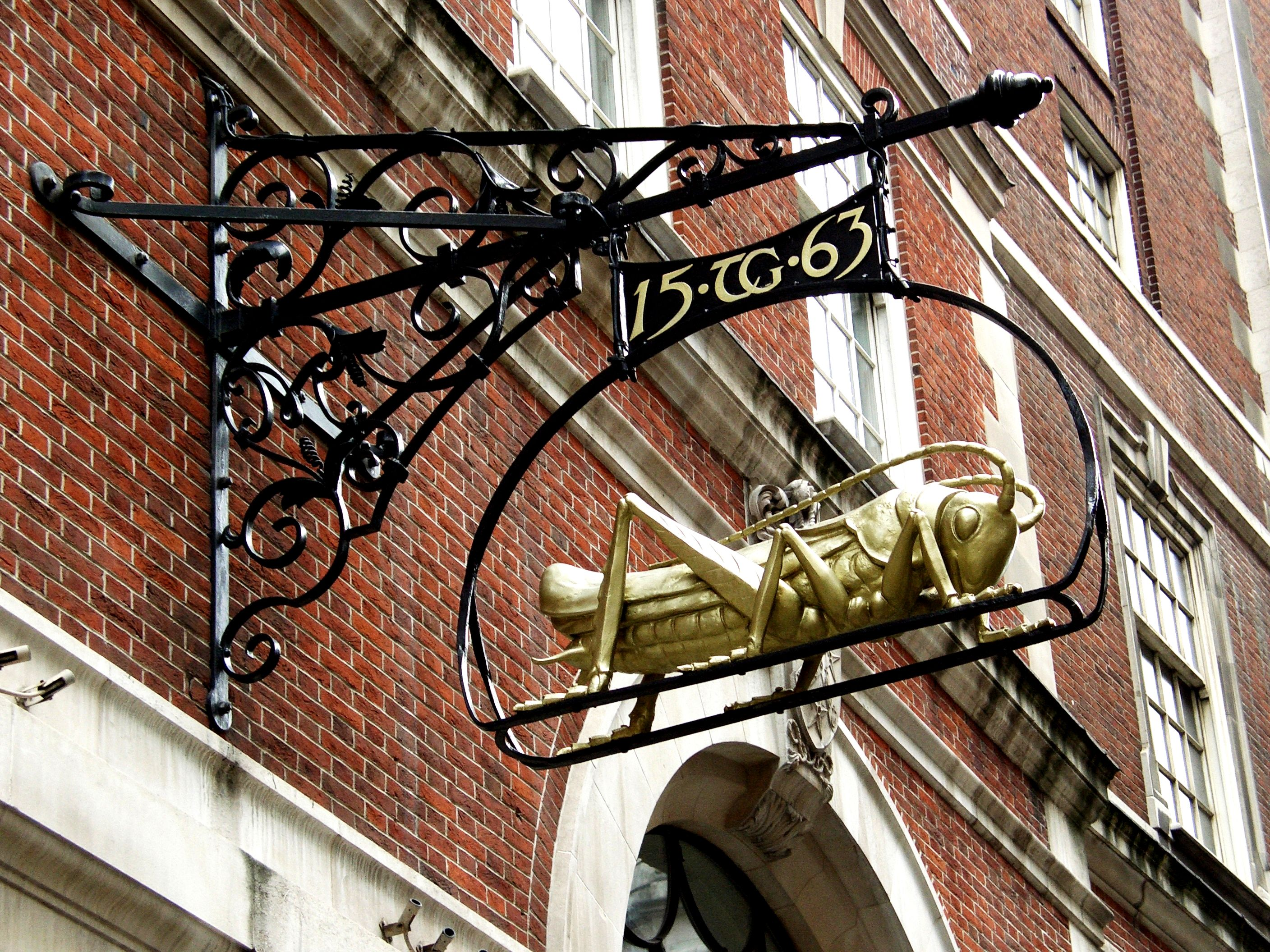
格雷沙姆 朗伯德街蟋蟀